# Nowooleksandriwka
Nowooleksandriwka (ukrainisch Новоолександрівка; russisch Новоалександровка Nowoalexandrowka) ist eine Siedlung städtischen Typs im Osten der Ukraine mit etwa 1600 Einwohnern.

## Geographie
Der Ort in der Oblast Luhansk liegt am Welyka Kamjanka, einem 118 Kilometer langen Nebenfluss des Siwerskyj Donez etwa 11 Kilometer westlich der Rajonshauptstadt Krasnodon und 40 Kilometer südöstlich der Oblasthauptstadt Luhansk. Nowooleksandriwka bildet verwaltungstechnisch zusammen mit dem Dorf Dubiwka (Дубівка) eine Siedlungsratsgemeinde.

## Geschichte
Nowooleksandriwka wurde im 17. Jahrhundert durch Saporoger Kosaken gegründet, im 19. Jahrhundert wurde der Ort dann Nowoalexandrowka genannt und 1938 schließlich zu einer Siedlung städtischen Typs ernannt.
Seit Sommer 2014 ist der Ort im Verlauf des Ukrainekrieges durch Separatisten der Volksrepublik Lugansk besetzt.